# Karl August Wilhelm von Gentzkow
Karl August Wilhelm von Gentzkow (* 1729 in Schlechtmühle; † 16. März 1797) war ein preußischer Generalmajor, Ritter des Ordens Pour le Mérite sowie Erbherr auf Varchentin, Krose und Bredenfelde.

## Leben

### Herkunft
Karl August Wilhelm war ein Angehöriger der Adelsfamilie von Gentzkow. Seine Eltern waren der holsteinische Kammerjunker und Erbherr auf Schlechtmühle, Baltzer Konrad von Gentzkow (* 1694; † 1764) und Marie Agnes von Ihlenfeld aus dem Hause Siebenau.

### Militärkarriere
Gentzkow trat 1744 als Gefreiterkorporal in das Infanterieregiment „von Jeetze“ der Preußischen Armee ein. 1745 nahm er während des Zweiten Schlesischen Krieges an der Schlacht bei Kesselsdorf teil. Im Jahr 1746 avancierte er zum Fähnrich und 1753 zum Sekondeleutnant.
Es folgte der Siebenjährige Krieg, in dem Gentzkow an den Schlachten von Lobositz, Prag, Kolin, Leuthen, Zorndorf und Torgau teilnahm. Im Jahre 1759 wurde er zum Premierleutnant, 1762 zum Stabskapitän und 1763 zum Kapitän befördert sowie zum Kompaniechef ernannt.
Nach seiner Rückkehr aus dem Bayerischen Erbfolgekrieg avancierte er 1781 zum Oberstleutnant und 1783 zum Oberst. Im selben Jahr erhielt er anlässlich der Revue bei Stargard den Orden Pour le Mérite.
Erst 1784 verließ er sein Regiment und wurde Kommandeur im Infanterieregiment „von Keller“. Schließlich erhielt er 1789 als Chef das Infanterieregiment „von Kalckstein“. 1790 wurde er zum Generalmajor befördert, demittierte jedoch bereits 1792, nachdem der König Unzufriedenheit mit der Disziplin in seinem Regiment geäußert hatte, und erhielt Pension in Höhe von 500 Talern.

### Familie
Seit 1766 war Gentzkow mit Ida Katharina Juliane von Heyden (* 1738; † 1808) vermählt. Aus der Ehe gingen zwei Kinder hervor:
- Friedrich Georg Christian (* 1768)
- Anna Charlotte Karoline (* 1771)